# Metylophorus barretti
Metylophorus barretti är en insektsart som först beskrevs av Banks 1900.  Metylophorus barretti ingår i släktet Metylophorus och familjen storstövsländor. Inga underarter finns listade i Catalogue of Life.